# Fratura (mineralogia)
No campo da mineralogia, fracture (fratura) é um termo utilizado para descrever a forma e textura da superfície formada, quando um mineral é quebrado. Os minerais muitas vezes têm uma fenda altamente distintiva, fazendo-o uma característica principal usada na sua identificação.